# 解放军之声
解放军之声是中華人民共和國文化大革命时期，设立于广西的一部秘密电台，播出的内容多与反毛、反文革相关。在1959年左右开播，在苏联解体前后停播。